# Americanos da Figueira da Foz
Os Americanos da Figueira da Foz foram uma rede ferroviária ligeira situada no concelho da Figueira da Foz, em Portugal. Funcionava principalmente para escoar o carvão da Mina do Cabo Mondego para a Estação Ferroviária de Figueira da Foz, prestando igualmente serviços de passageiros ao longo do percurso.

## Descrição
Este caminho de ferro iniciava-se no campo mineiro perto do Cabo Mondego, passava por Buarcos, e terminava na Figueira da Foz num percurso total de cerca de 7 km.
A via férrea terminaria mesmo dentro do complexo da estação da Figueira da Foz, já que em 1941 a Companhia dos Caminhos de Ferro Portugueses da Beira Alta construiu um cano de alvenaria, coberto com duas capas de betão armado, «na passagem da antiga linha do Cabo Mondego».
Também se faziam comboios de passageiros entre a estação e o Cabo Mondego, com paragem em Buarcos, utilizando carros americanos, veículos ligeiros a tracção animal. Neste caminho de ferro também se utilizaram locomotivas a vapor.
É considerada como um dos exemplos de caminhos de ferro locais a tracção animal em território nacional, que também incluíram as linhas de Braga ao Bom Jesus, Póvoa de Varzim à Vila do Conde, e de Penafiel à Lixa e Entre-os-Rios.

## História
O transporte de mercadorias iniciou-se em Dezembro de 1875, e em 8 de Agosto de 1876 começaram os serviços de passageiros, ambos inicialmente a tracção animal. Em 13 de Agosto de 1876, o Diário Ilustrado noticiou que os engenheiros Julio Augusto Leiria e Domingos da Apresentação Freire tinham sido encarregados para inspeccionar a linha férrea do tipo americano entre Buarcos e a Figueira da Foz, de forma a verificarem se estava construída de forma regular. Em 26 de Agosto, o jornal relatou que a linha estava em boas condições, e por isso tinha sido autorizada a entrar ao serviço. Em 2 de Dezembro, informou que já tinha chegado da Bélgica o terceiro carro de passageiros, que tinha sido encomendado pela Companhia Mineira e Industrial do Cabo Mondego.
Numa reportagem publicada em 1 de Março de 1887 no jornal Occidente, refere-se que «a commodidade e modicidade do preço, com que nos carros denominados americanos, se effectua o trajecto entre Buarcos e a Figueira, a pequena distancia entre as duas, que faz com que se possam obter com extrema facilidade, todos os objectos necessários á vida, de que a Figueira está abundantemente provida, junto a maior liberdade, que em relação á Figueira alli se goza, tudo concorre para que a praia de Buarcos, vá sendo bastante frequentada».
Em 19 de Outubro de 1903 foi introduzida a tracção a vapor, primeiro apenas nos comboios de mercadorias, e em 20 de Abril do ano seguinte nos serviços de passageiros. Os comboios a vapor terão terminado em 1927, enquanto que a tracção animal continuou a ser utilizada em ambos os serviços até 10 de Abril de 1933.
Em 1946, a empresa responsável pelas minas do Cabo Mondego estava a planear a construção de uma segunda via férrea até à estação da Figueira da Foz, seguindo pelos arredores das serras da Boa Viagem e por Tavarede.